# Electrophaes niveonotata
Electrophaes niveonotata är en fjärilsart som beskrevs av W. Warren 1901. Electrophaes niveonotata ingår i släktet Electrophaes och familjen mätare. Inga underarter finns listade i Catalogue of Life.